# RW Racing GP
RW Racing GP is een Nederlands motorsportteam dat deelneemt in het wereldkampioenschap wegrace, van 2011-2016 in de 125cc/Moto3-klasse en van 2017-heden in de Moto2-klasse.
Het team is in 2011 opgericht door Roelof Waninge. Onder leiding van Team Manager Marlon Fluit startte het team in het seizoen 2011 met de Spanjaard Luis Salom in de 125 cc en behaalde dat jaar tijdens de „thuisrace“ op het TT-Circuit Assen en in de GP van Australië een tweede plaats en de 8e plaats in het eindklassement. Voor het seizoen 2012 breidde het team uit naar twee coureurs. Naast Luis Salom werd de Zuid-Afrikaan Brad Binder aangesteld als tweede rijder. Het team reed in 2012 met een Kalex KTM 250 FFR. Ook in 2013 werd Kalex KTM-materiaal gebruikt.
In het seizoen 2013 reden Jasper Iwema en Jakub Kornfeil voor het team. Beide coureurs konden dat seizoen geen potten breken. Tijdens de Grand Prix-wegrace van Spanje behaalde Kornfeil met een vijfde plaats zijn beste seizoensresultaat en belandde uiteindelijk met 68 punten op een elfde plek in het kampioenschap. Iwema wist acht kampioenschapspunten bij elkaar te rijden en werd daarmee 24e in het kampioenschap. Aan het einde van het seizoen werden de contracten van beide coureurs niet verlengd. In het seizoen 2014 kwam de Spaanse Ana Carrasco uit voor het team, samen met de Nederlander Scott Deroue, die een jaar eerder voor het RW Racing GP Junior Team reed.
De Nederlandse rijder Bo Bendsneyder rijdt in 2020 samen met de Zwitser Jesko Raffin voor het Drentse team in de Moto 2..

## Teams WK wegrace
| Seizoen | Klasse | Constructeur | Nr. | Rijder          | Rondes         | Eindklassering (punten) |
| ------- | ------ | ------------ | --- | --------------- | -------------- | ----------------------- |
| 2011    | Moto3  |              | 39  | Luis Salom      | 1–9, 11, 13–18 | 08e (116 punten)        |
|         |        |              |     |                 |                |                         |
| 2012    | Moto3  | Kalex-KTM    | 39  | Luis Salom      | 1–9, 11–18     | 02e (214 punten)        |
| 2012    | Moto3  | Kalex-KTM    | 41  | Brad Binder     | 1–9, 11–18     | 21e (24 punten)         |
|         |        |              |     |                 |                |                         |
| 2013    | Moto3  | Kalex-KTM    | 53  | Jasper Iwema    | 1-8, 10-18     | 24e (8 punten)          |
| 2013    | Moto3  | Kalex-KTM    | 84  | Jakub Kornfeil  | 1-8, 10-18     | 11e (68 punten)         |
|         |        |              |     |                 |                |                         |
| 2014    | Moto3  | Kalex-KTM    | 95  | Scott Deroue    | 1-18           | 0e- (0 punten)          |
| 2014    | Moto3  | Kalex-KTM    | 22  | Ana Carrasco    | 1-14           | 0e- (0 punten)          |
|         |        |              |     |                 |                |                         |
| 2015    | Moto3  | Honda        | 11  | Livio Loi       | 1-18           | 16e (56 punten)         |
|         |        |              |     |                 |                |                         |
| 2016    | Moto3  | Honda        | 11  | Livio Loi       | 1-18           | 18e (63 punten)         |
|         |        |              |     |                 |                |                         |
| 2017    | Moto2  | Kalex        | 49  | Axel Pons       | 1-18           | 18e (63 punten)         |
|         |        |              |     |                 |                |                         |
| 2018    | Moto2  | NTS          | 4   | Steven Odendaal | 1-13*          | 28e (4 punt)            |
| 2018    | Moto2  | NTS          | 16  | Joe Roberts     | 1-13*          | 27e (5 punten)          |
|         |        |              |     |                 |                |                         |
| 2019    | Moto2  | NTS          | 24  | Simone Corsi    | 1-13*          | 31e (0 punten)          |
| 2019    | Moto2  | NTS          | 64  | Bo Bendsneyder  | 1-13*          | 25e (5 punten)          |